# Поворот через фордевінд

Зміна галса поворотом через фордевінд з лівого на правий (на прикладі бермудського шлюпа). Напрямок вітру позначено червоним. ① — судно йде лівим бакштагом. «Приготуватися до повороту через фордевінд!» ② — увалювання під вітер, вибирання снастей вітрил для початку маневру. «Увалитися під вітер!» ③ — судно йде прямо по вітру, вітер дме на другу сторону вітрила і судно перетинає кормою лінію вітру, після чого йому дають привестися до бакштага. «Єсть поворот через фордевінд!» ④ — судно на правому галсі. ⑤ — судно йде правим бакштагом.

Поворот через фордевінд — маневр вітрильного судна на повних курсах, при якому воно змінює галс, перетинаючи кормою лінію напрямку вітру. Протилежний маневр називається оверштагом: при ньому судно, що йде на гострих курсах, змінює галс, перетинаючи лінію вітру носом. Поворот через фордевінд виконується при ході в бакштаг: правий бакштаг змінюється на лівий або навпаки, а судно описує дугу кола від 20 до 28 румбів. Під час виконання цього маневру кут між курсом і напрямком вітру становить 180°, що відповідає курсу фордевінд.
Залежно від типу плавзасобу (судно з прямим і косим озброєнням, віндсерф, кайтсерф) спосіб виконання маневру розрізнюється.
- Судно з прямим озброєнням — вітрила при зміні вітру переміщаються своєю площиною проти вітру за допомогою снастей рухомого такелажу (брасів, галсів, булінів, шкотів)[2]. Присутні на суднах з переважно прямим озброєнням косі вітрила (клівери, стакселі, гафельна бізань) своїми снастями переводяться на інший галс, як на суднах з косим озброєнням[3].
- Судно з косим озброєнням — вітрило встановлене по тому борту, який відповідає чинному галсу. У разі зміни напрямку вітру, коли його лінія перетинає корму і він починає дути на інший бік вітрила, останнє може раптово перекинутися на протилежний борт (якщо воно не перебуває у вітровій тіні задніх вітрил). У разі, якщо вітрило споряджене гіком, гафелем чи шпринтом, а шкоти затягнуті недостатньо туго, таке перекидання з борту на борт може бути небезпечним. На стакселях колишній (тобто розташований з борту, протилежного старому галсу) підвітряний шкот витравлюється в момент перетинання кормою лінії вітру і вибирається знову, коли новий (тобто розташований з борту, протилежного взятому галсу) підвітряний шкот дасть вітрилу наповнитися вітром. Як правило, під час виконання цього процесу стаксель перебуває у вітровій тіні грота. Шкот грота вибирається, щоб запобігти самочинному перекиданню на інший борт і витравлюється тільки тоді, коли судно вже лягло на інший галс. На невеликих плавзасобах гік утримується рукою[4]. Для запобігання самочинному перекиданню грота на інший галс можуть використовуватися завал-талі, які кріпляться до гіка.
- Спінакер — використовується на деяких вітрильних яхтах. Навітряний нижній кут цього вітрила кріпиться до спінакер-гіка і керується спеціальним еринс-бакштагом, що виконує роль навітряного шкота. При повороті через фордевінд гіка-шкот від'єднується від щогли, розвертається на 180° і кріпиться до щогли ноком; отже, еринс-бакштаг стає шкотом, а колишній шкот — еринс-бакштагом[4]. На яхтах з високими характеристиками з асиметричним спінакером останній кріпиться до бушприта, а його перенесення при повороті через фордевінд здійснюється аналогічно стакселю[5].
- Віндсерф — поворот через фордевінд виконується двома способами, «різаним» (англ. carve jibe) і «пірнальним» (duck jibe). При першому способі вітрилу дають повернутися по вітру під час перетинання кормою лінії вітру. Другий спосіб застосовується в галфвінді: при йому виконанні віндсерфер нахиляє вітрило до вітру і переводить нок гіка поверх нього на інший борт, «пірнаючи» під нього[6].
- Кайтсерф — при зміні галса в бакштазі кайтсерфер повертає кайт проти нового вимпельного вітру в момент перетинання кормою лінії напрямку вітру[7].

«Китайський» поворот через фордевінд (Chinese gybe) — зміна галса на бермудських вітрильниках, при якій верхня частина грота переноситься на інший борт, у той час як нижня з гіком залишаються на своєму борті. У більшості випадків спричинюється надто малим натяженням відтяжки гіка, внаслідок чого гік задирається догори і сильно скручує задню шкаторину.